# Albert Hill
Albert Hill (Reino Unido, 24 de marzo de 1889-8 de enero de 1969) fue un atleta británico, especialista en las pruebas de 800 m y 1500 m en las que llegó a ser campeón olímpico en 1920.

## Carrera deportiva
En los JJ. OO. de Amberes 1920 ganó dos medallas de oro: en 800 metros —por delante del estadounidense Earl Eby y el sudafricano Bevil Rudd—, y en 1500 metros, llegando a meta por delante de su compatriota Philip Noel-Baker y el estadounidense Lawrence Shields. Además ganó la medalla de plata en los 3000 m por equipo, con una puntuación total de 20 puntos, tras Estados Unidos (oro) y por delante de Suecia (bronce), siendo sus compañeros de equipo: Joe Blewitt y William Seagrove.